# Scolesa anthonilis
Scolesa anthonilis är en fjärilsart som beskrevs av Jean Baptiste Boisduval 1854. Scolesa anthonilis ingår i släktet Scolesa och familjen påfågelsspinnare. Inga underarter finns listade.